# ゴゴドラ!
ゴゴドラ!は、札幌テレビで2007年10月1日から2008年2月8日まで、平日14:55～15:48（JST）に放送されていた再放送枠である。祝日・年末年始は休止した。

## 概要
- 2007年9月28日に終了した日本テレビ・読売テレビ共同制作で、日本テレビ系全国ネットの情報・ワイドショー番組『ザ・ワイド』の後を受けて立ち上げられ、14時台には、読売テレビ制作の情報番組『情報ライブ ミヤネ屋』を、15時台にはこの番組を放送することになった。
- だが、番組は『バンビ〜ノ!』第6話2008年2月8日を最後に打ち切りとなった。このため、第7話～最終回は2008年2月9日と2月10日に集中放送した。
- 同年2月11日からは、『ミヤネ屋』を15:48まで拡大して放送している。

## 放送リスト
- ハケンの品格（2007.1.10～3.14 水曜ドラマ）[再放送]（10月8日～10月19日）
- 瑠璃の島（2005.4.16～6.18 土曜ドラマ）[再放送]（10月22日～11月2日）
- 女王の教室（2005.7.2～9.17 土曜ドラマ）[再放送]（11月5日～11月19日）
- 喰いタン2（2007.4.14～6.23 土曜ドラマ）[再放送]（12月5日～12月19日）
- 喰いタン（2006.1.14～3.11 土曜ドラマ）[再放送]（1月21日～1月31日）
- バンビ〜ノ!（2007.4.18～6.27 水曜ドラマ）[再放送]（2月1日～2月8日）